# 日産・セントラ
セントラ（SENTRA）は、日産自動車が北米を中心に販売している小型乗用車である。
東南アジアでもブルーバードシルフィベースのモデルが「セントラ」の名称で販売されているが、本項では北米版について記述する。

## 初代 B11型（1982年 - 1986年）
駆動方式がFFとなったB11型サニーの北米版として登場した。
また、このモデルはアメリカ市場で日産ブランドで販売される最初の車であった。
サニーと外観上大きく異なるのは前後の大型バンパー、リアサイドマーカー、フロントマスクなど。特にヘッドランプはB11サニーのスラント異形形状から、ADバン風の固定角型形状に変更されている。
エンジンは、直4 1.5L E15およびE15S、直4 1.6L E16およびE16Sが搭載され、1983年からは、CD17ディーゼルエンジンも搭載された。トランスミッションは、3速オートマチック、4速マニュアル及び5速マニュアルが組み合わせられる。
4ドアセダンモデルのほか、ハッチバック、ステーションワゴン、クーペがラインアップされ、クーペもノッチバック（2ドア）とハッチバック（3ドア）がラインアップされた。
1982年2月、米環境保護庁より、セントラの1,500cc 5速MT仕様が43マイル/ガロンでガソリン車No.1の燃費効率と発表される。
1983年、直4 1.7L CD17型ディーゼルエンジンを採用。
1985年3月、米国日産自動車製造スマーナ工場（テネシー州）にてセントラ2ドアクーペの生産を開始。

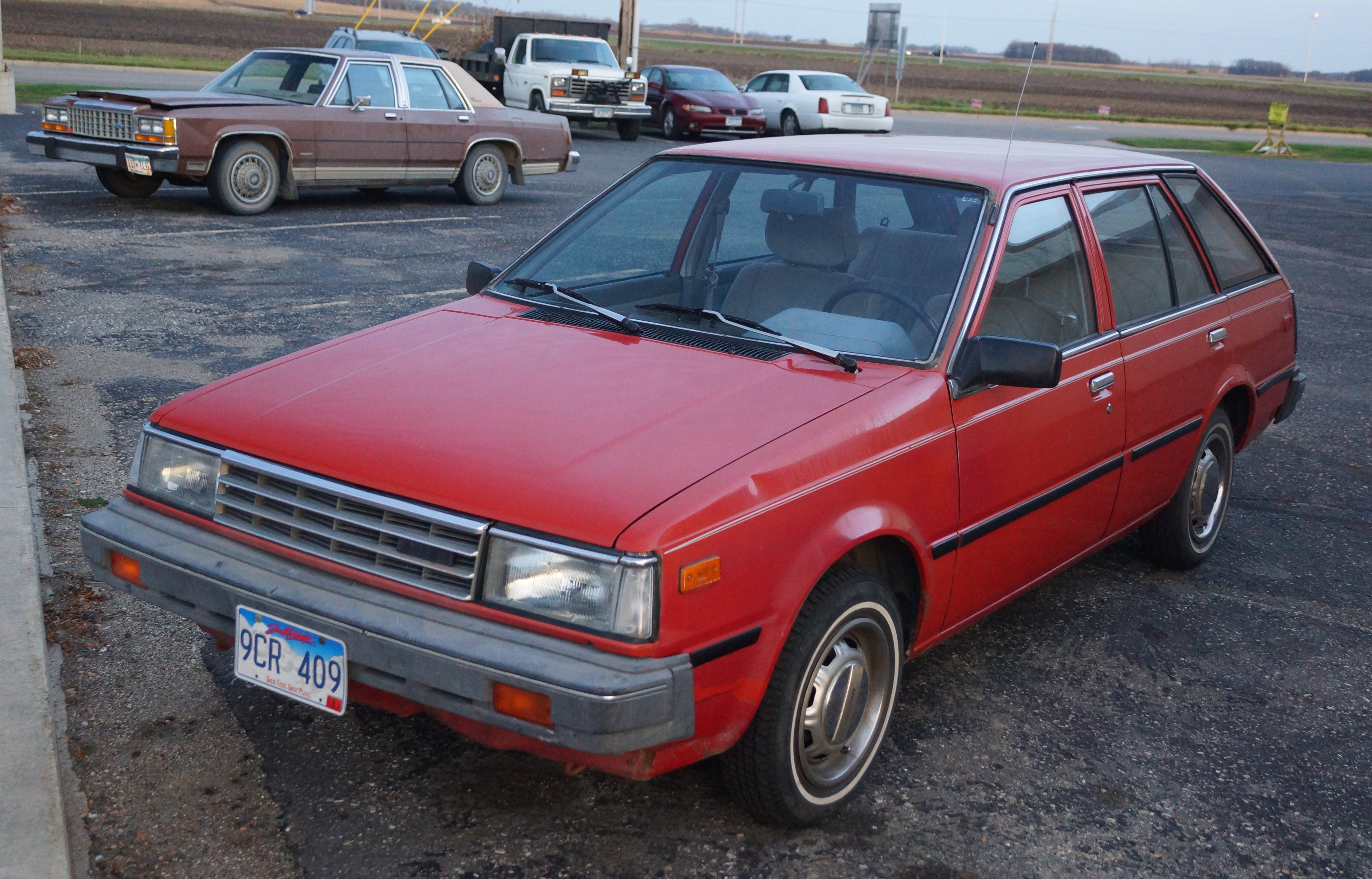
5ドアワゴン

## 2代目 B12型（1986年 - 1993年）
1986年発売。ベースとなったB12型サニーには存在しない2ドアクーペが設定されていた。ラインアップは先代同様に、4ドアセダンのほか、2ドアクーペ、3ドアクーペ、ステーションワゴン、3ドアハッチバックが用意された。またタイ王国では、1990年までB11型の現地継続生産を続けた都合からこの型式でもセントラとした。
3ドアクーペは日本における「サニーRZ-1」と同一で、大きく伸ばされた前後バンパーによる独自のフロントマスクを持つ。デュアルスタビライザーや、タコメーターも装備された。
エンジンはE16型エンジンを搭載し、当初はE16E型、のちにE16i型エンジンが搭載された。さらに、1989年からはGA16型エンジンが搭載された。トランスミッションは、先代同様、3速オートマチック、4速マニュアルおよび5速マニュアルが用意された。また、一部地域ではディーゼルエンジンもラインアップされていた。
1988年、E16S型エンジンに代わり、E16i型エンジンを搭載。同年、ワゴンモデルにセレクタブル4WDシステムを採用した4輪駆動車を設定。1989年まで販売された。また、4WDワゴンは全高が1,379mmから1,394mmに増加している。
1989年、直4 1.6L 12バルブ SOHC GA16i型エンジンを新たに搭載し、他のエンジンラインアップを廃止。同年、フロントグリルのNISSANロゴが右側から中央に移動された。
1991年、アメリカでの生産を終了。ハッチバックおよびワゴンモデルはこの代で廃止された。
1993年、生産を継続していたカナダでの生産を終了。なお、カナダではB13型セントラ発売以降、このモデルをセントラ・クラシックとして販売していた。

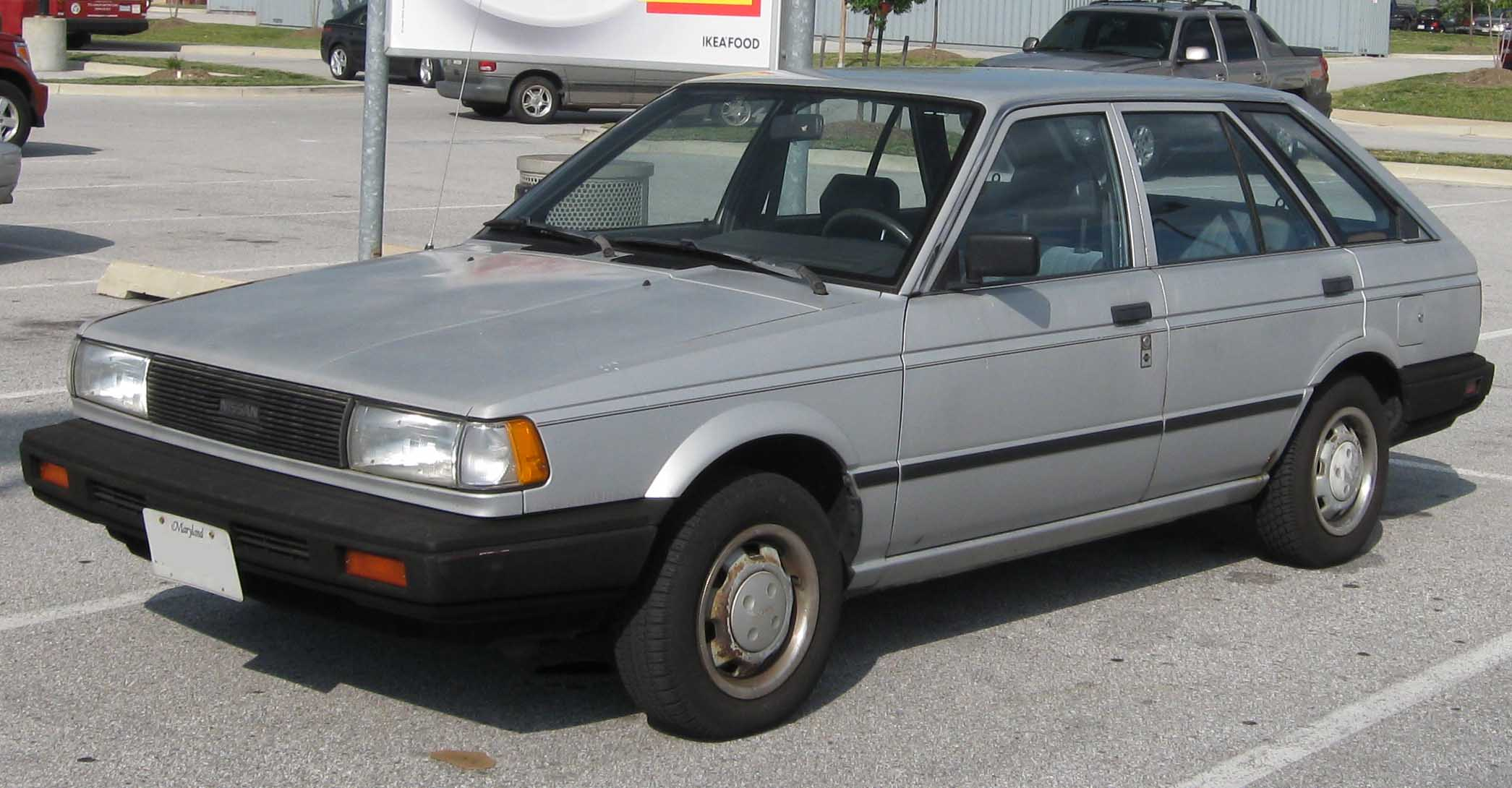
ワゴン（後期型）
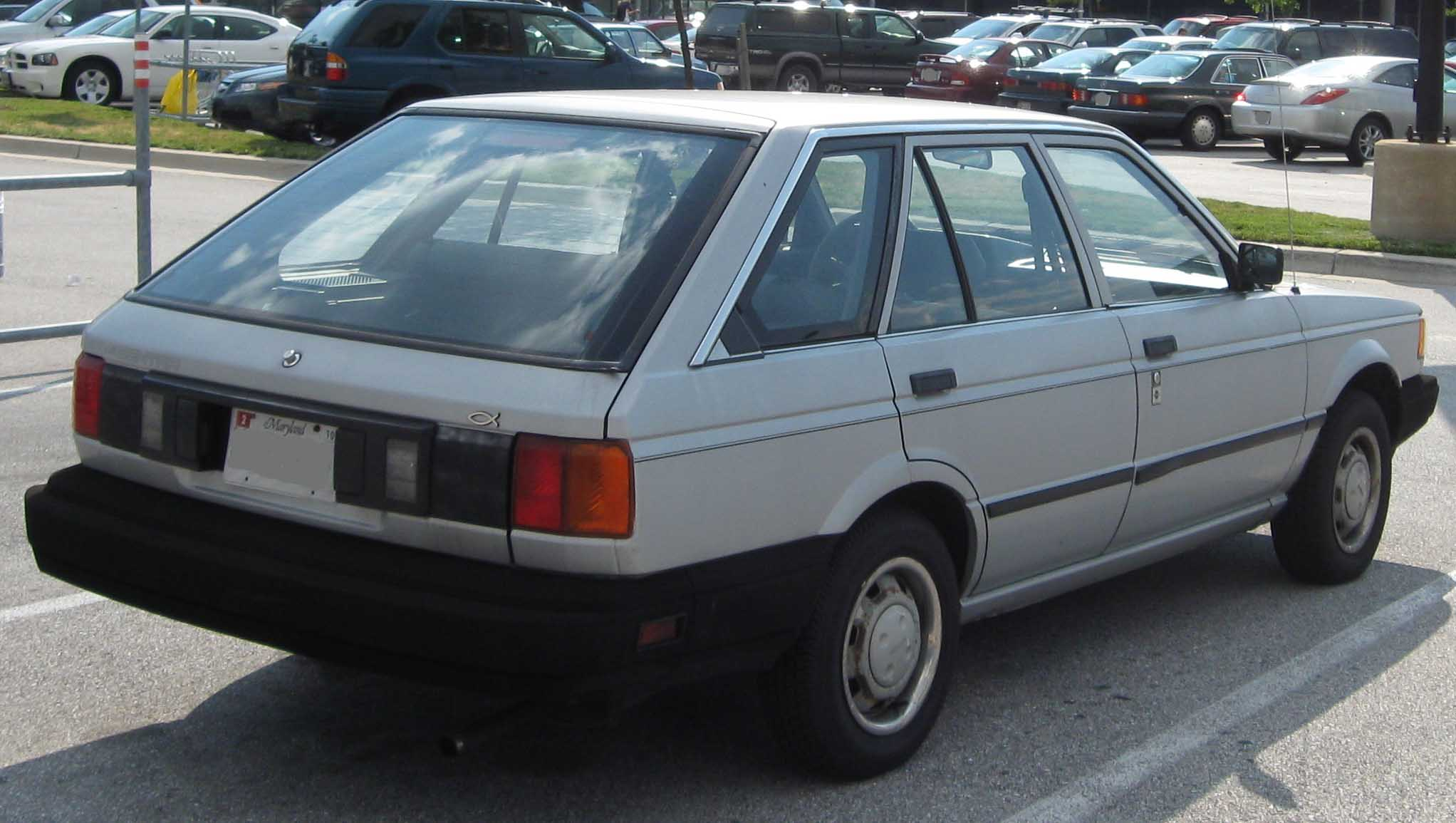
ワゴン（後期型・リア）

## 3代目 B13型（1991年 - 1995年）
1991年に発売。先代同様サニーにはない2ドアクーペが設定されていた。
また、直4 2L SR20DE型エンジンを搭載したスポーツグレードの「セントラSE-R」がラインアップされた初のモデルでもある。
トランスミッションは、3速オートマチック、4速マニュアル、5速マニュアルに加え、新たに4速オートマチックが用意された。
また、標準車には、直4 1.4L GA14DE型エンジンおよび、直4 1.6L GA16DE型エンジンが搭載された。
セントラがB14型/B15型に移行した2017年まで、B13型はメキシコ日産自動車会社（アグアスカリエンテス工場）にて小改良を受けて「TSURU」（ツル）として、生産が続けられていた。
1991年にはスポーティーモデルのSE-Rが追加された。
1993年、マイナーチェンジ。全幅をセダンが1,669mmから1,674mmに、クーペが1,666mmから1,669mmに延長。

## 4代目 B14型（1995年 - 2000年）
1995年発売。4ドアセダンのみのラインナップとなり、2ドアノッチバッククーペ版であった「ルキノクーペ」は「200SX」として主に北米向けに投入された。また、SE-Rについても200SXのグレードとなった。
エンジンはいずれも直列4気筒で、115馬力の1.6L DOHC GA16DE型と140馬力の2L SR20DE型の2種類が用意され、搭載された。また、トランスミッションは4速オートマチックと5速マニュアルが組み合わせられた。
1997年、マイナーチェンジ。フロントグリルなどが変更される。また、これにより全長が4,321mmから4,343mm延長された。サニーのようなリア周りのデザイン変更は行われなかった。
1999年の最終型はスマーナ工場から移管され、メキシコ日産自動車会社製となり、200SXと同様に大掛かりなフェイスリフトが行われた。

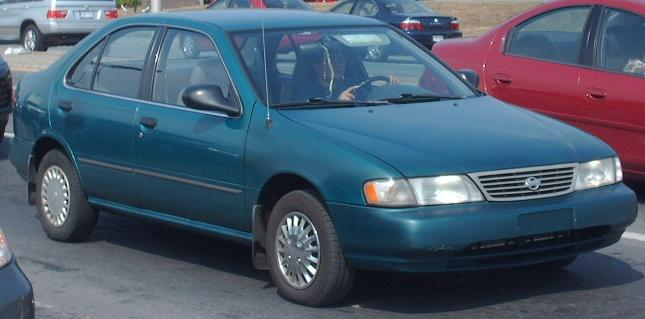
前期型
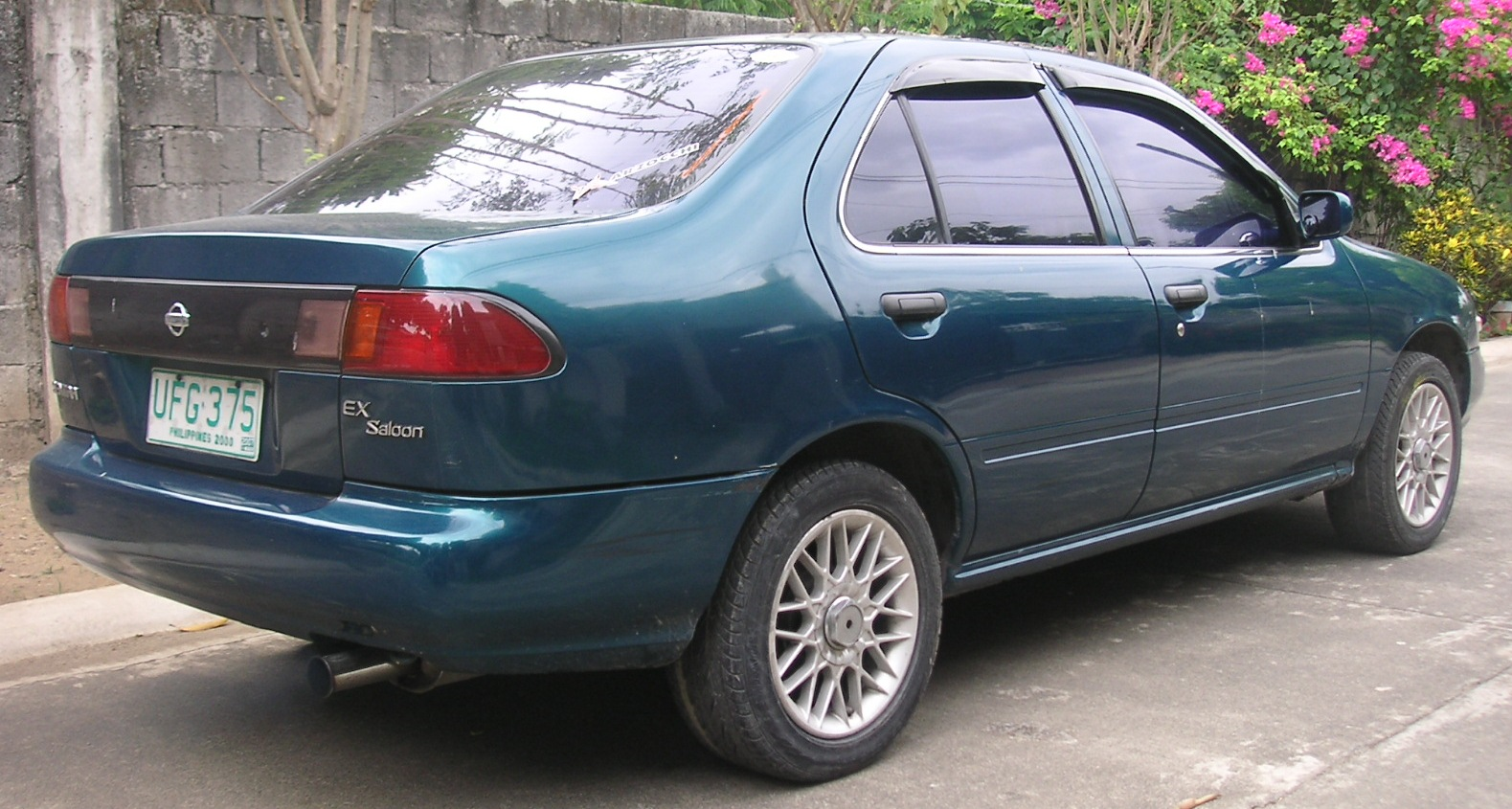
リア

## 5代目 B15型（2000年 - 2006年）
2000年登場。B15型サニーをベースに前後のデザインを大幅に変更して登場した。ボディバリエーションは先代同様4ドアセダンのみで、駆動方式はFFのみとなった。
エンジンはいずれも直列4気筒DOHCで、デビュー当初は2.0 LのSR20DE型および1.8 LのQG18DEの2機種だった。後に2.5 LのQR25DE型が追加設定された。
この2.5 Lエンジンを搭載したスポーツグレード「SE-R」はR34スカイラインGT-R風のエンブレムを装着し、ブラックアウトヘッドライト、専用スポーツシート、ブレンボ製フロントブレーキキャリパーを装備したホットモデルだった。また、SE-RスペックVには6速マニュアルトランスミッションが装備された。このSE-Rは当時のスポーツコンパクト（スポコン）で中心的な存在ではなかったものの、NB-17型系のNISMOバージョンと比較しても、十分な商品製を有していたとする評価もある。
生産拠点はメキシコ日産自動車会社（アグアスカリエンテス）。
2000年11月、QG18DE型（SULEV+ゼロエバポ）を搭載する「セントラCA (Clean Air) 」がCalifornia Air Resources Board（カリフォルニア大気資源委員会）の制定する排出ガス基準値とベイパー排出規制値をクリアし、またガソリン車として世界初の車載故障診断システムレベルII（OBD2）要件に合致している車として認定された。
2001年2月、「セントラCA」発売。
2002年、セントラSE-RにQR25DEエンジンを搭載開始。同年、スペックVを追加。
2003年、小変更。CIを現行のものに変更。同年、標準車の一部グレードにも2.5 Lエンジン搭載車を追加。
2004年、マイナーチェンジ。フェイスリフトを行い、SE-Rにスモークアウトブレーキライトを装備。
同年、SCCAスピードワールドチャレンジ・ツーリングカーシリーズに「セントラSE-R」が参戦。
6月、第3戦 オハイオ州レキシントン ミッドオハイオ・スポーツカー・コース 3位入賞
7月、第4戦 インフィネオン・グランプリ カリフォルニア州ソノマ インフィネオン・レースウェイ 3位入賞
7月、第5戦 インフィネオン・グランプリ 24位完走
2005年、1.8 Lの特別仕様車「Special Edition」を発売。シートや、フロントグリルがSE-RスペックVと共通であった。

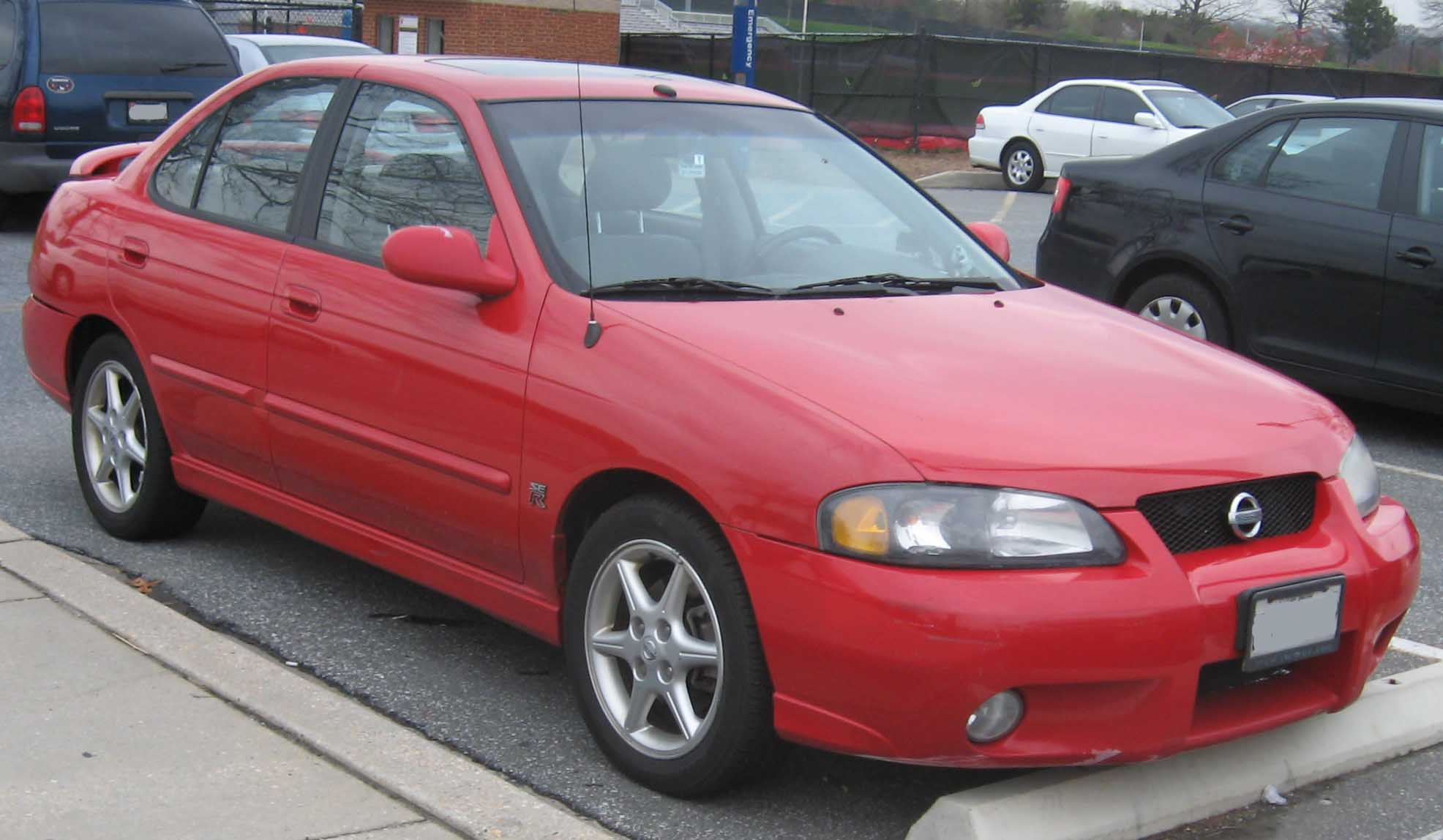
中期型SE-R
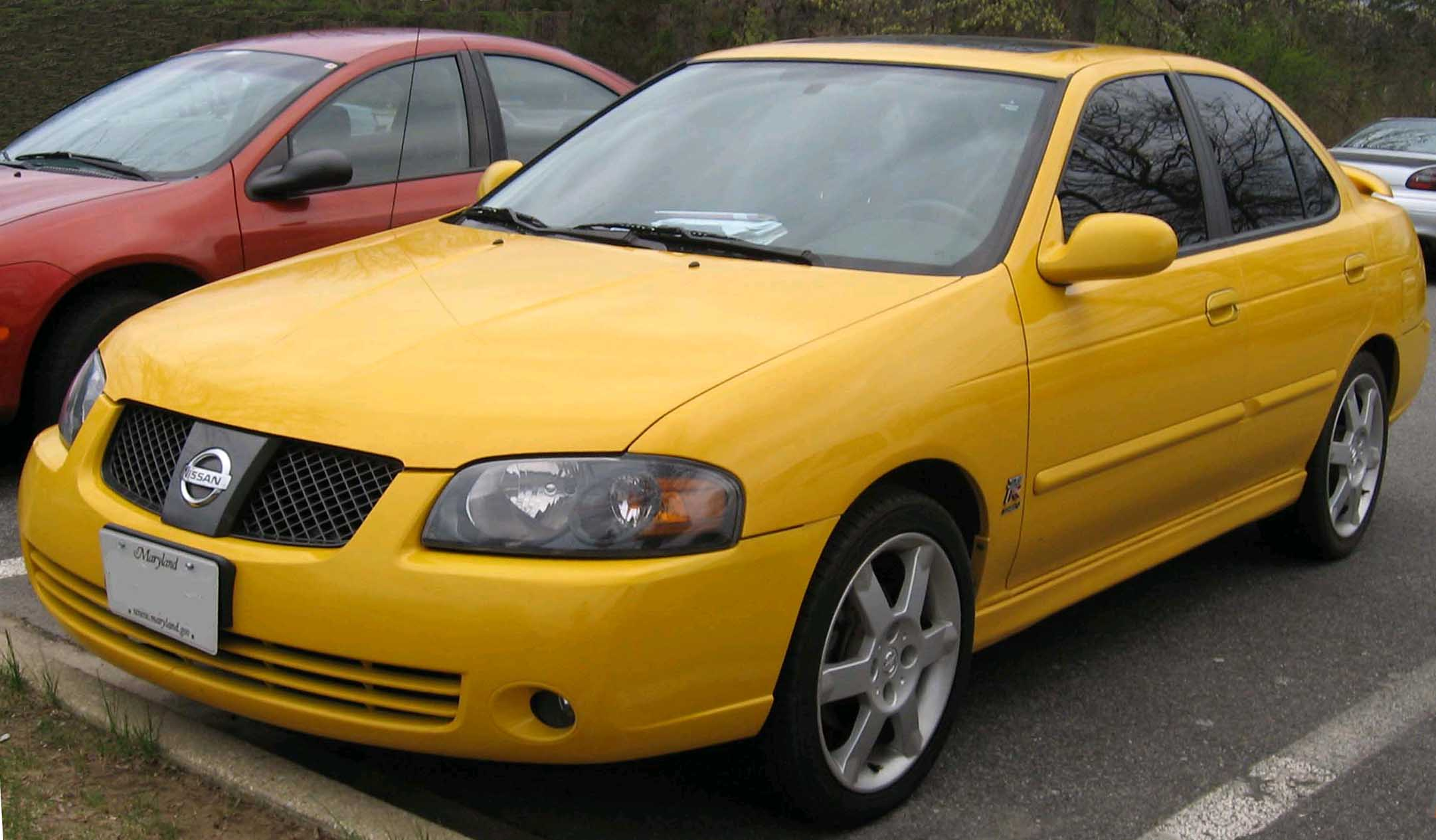
後期型SE-R
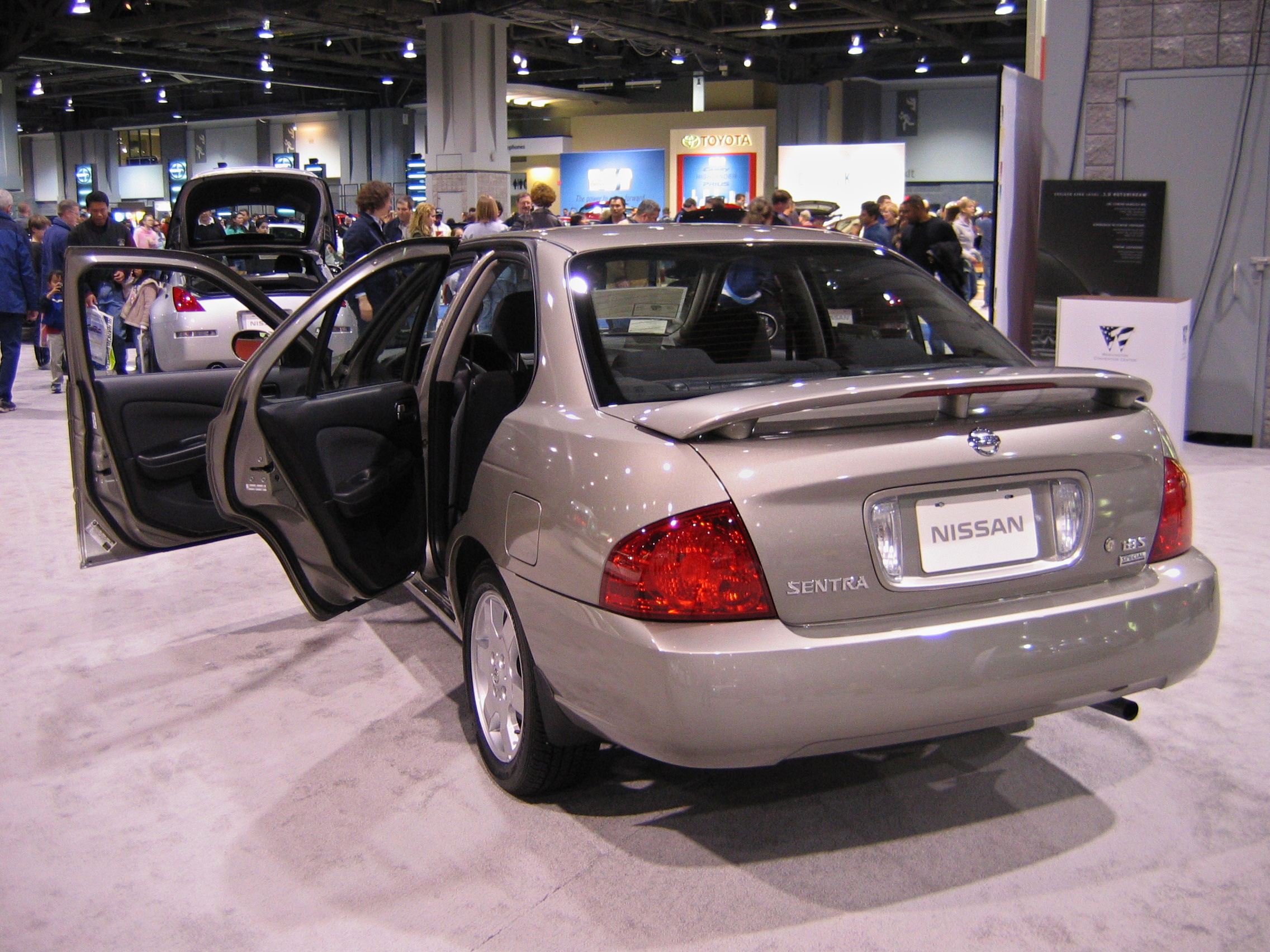
リア（中・後期型）

## 6代目 B16型（2006年 - 2012年）
2006年1月、北米国際自動車ショーにて6代目セントラを発表。従来のセントラにあたるエントリーモデルとしてヴァーサが導入されたため、サイズは3代目プリメーラを超える大きさにまで拡大した。搭載するエンジンは直列4気筒 DOHC 2LのMR20DE型。
プラットフォームは、Cプラットフォームを使用。
外観は2005年の北米国際自動車ショーに出展した「アズィール」のモチーフが取り入れられている。
2006年10月、2007年モデルとして北米で販売開始。
2006年12月、ロサンゼルスモーターショーでスポーツモデルのセントラSE-Rを発表。搭載するエンジンは、直列4気筒DOHC2.5LのQR25DE型。SE-R SpecVは車重1,394kgから軽量化がなされ、1,383kgとなった。また、エクステリアについては専用フロントグリル・バンパーを装備し、ヘッドライトおよびテールライトにブラックアウト処理がなされ、リアスポイラーも装備された。
2007年3月、北米でセントラSE-R発売。
2008年10月、2009年モデルを発売。トランクリッドのデザインなどが変更された。
2009年4月17日、新グレード「FE+ 2.0 SR」を発売。直4 2Lエンジンを搭載しながら、エクステリアについてはSE-R・SE-R SpecVと同じデザインとなった。
2009年8月5日、2010年モデルを発売。リアエンブレムの位置、フロントグリルの意匠などが変更された。

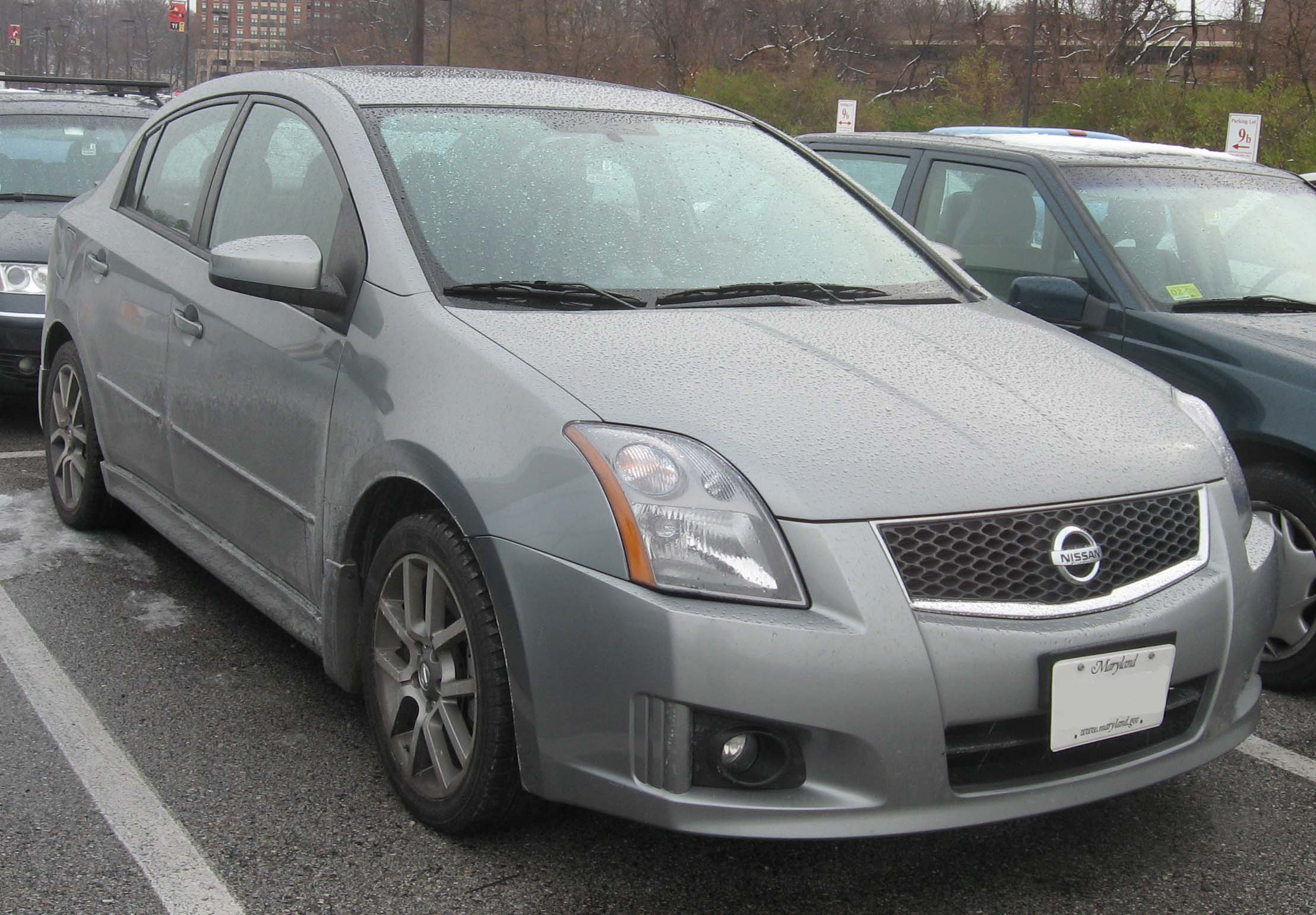
SE-R SpecV

## 7代目 NB17型（2012年 - ）
2012年8月31日発表。同年4月に北京モーターショーで発表された3代目シルフィの北米版となる。外寸は先代から全長とホイールベースが拡大され、逆に全幅と全高が短縮されている。オーバーハングはフロントが短縮されリアが拡大。Cd値は先代の0.34から0.29と改善されている。そして先代と比較して150ポンド（約68㎏）の軽量化がなされている。プラットフォームはCプラットフォームから初代ヴァーサ（日本名：ティーダ）で使用していたBプラットフォームの改良版へ変更され、エンジン排気量も落とされた。
2013年型セントラはS、FE+ S、SV、FE+ SV、SR、SLの6グレードが設定される。エンジンは新開発の1.8Lで最高出力130hp、最大トルク128lb-ftを発揮する。トランスミッションは全グレードにエクストロニックCVTが設定され、Sのみ6速MTが選択できる。燃費は高速走行時で40MPG（FE+グレード）または39MPG（それ以外のグレード）、市街地走行との組み合わせでも34MPGを記録している。
2015年12月には改良が施され、前部は最新の日産のデザインアイコンである「Vモーション」を採り入れたものへと大幅に変更された。安全装備も積極的に採り入れられ、LEDヘッドランプも新たに採用されている。遅れて、ターボ仕様をベースに「NISMO」も設定された。
台湾市場においては2013年10月に「スーパーセントラ」の車名で登場した。細部を除いて基本的にはセントラと同じであるが、6:4分割可倒式リアシートやMT車が設定されないなどの違いがある。
尚、同市場ではかつてG10型ブルーバードシルフィがセントラの名で販売された経緯から、事実上のリバイバルネームとなる。

## 8代目 B18型（2019年 - ）
2019年4月に上海モーターショーで新型シルフィとしてワールドプレミア後、ロサンゼルスモーターショーで新型セントラとして発表された。
上述の経緯から、8代目は7代目に引き続き、シルフィの北米/メキシコ版となり、北米仕様は北米日産のキャントン工場、メキシコ向けはメキシコ日産のアグアスカリエンテス工場にて製造される。
外寸は先代から全長と全幅、ホイールベースが大幅に拡大され、全高が短縮されている。プラットフォームはBプラットフォームからCMF-C/Dに刷新され、エンジンはMR18DEからMR20DEに差し替えられたことで、先々代と同等の2.0Lに戻った。但し、北米仕様の場合は全車エクストロニックCVTのみの設定となり、6速MTは選択不可となった。
一部グレードはリヤサスペンションにマルチリンク式が新たに採用されている。
2020年からは台湾市場でも発売を開始。こちらは中国仕様と同じHR16DEを搭載し、裕隆汽車で製造している。